# Corentin Moutet
Corentin Moutet (Parijs, 19 april 1999) is een Franse tennisspeler. In zijn carrière won hij nog geen ATP-toernooien, wel al zeven challengers in het enkelspel.

## Palmares
| Legenda                       | Legenda               |
| ----------------------------- | --------------------- |
| Grand Slam                    |                       |
| Olympische Spelen             |                       |
| tot 2009                      | vanaf 2009            |
| Tennis Masters Cup            | ATP Finals            |
| ATP Masters Series            | ATP Tour Masters 1000 |
| ATP International Series Gold | ATP Tour 500          |
| ATP International Series      | ATP Tour 250          |

### Enkelspel
| Nr.                  | Datum             | Toernooi     | Ondergrond    | Tegenstander in finale | Score            | Details |
| -------------------- | ----------------- | ------------ | ------------- | ---------------------- | ---------------- | ------- |
| Verloren finales     |                   |              |               |                        |                  |         |
| 1.                   | 11 januari 2020   | ATP Doha     | Hardcourt     | Andrej Roebljov        | 2-6, 6-7(3)      | Details |
| 2.                   | 28 juni 2025      | ATP Mallorca | gras          | Tallon Griekspoor      | 5-7, 6(3)-7      | Details |
| Gewonnen challengers |                   |              |               |                        |                  |         |
| 1.                   | 29 oktober 2017   | Brest        | Hardcourt (i) | Stéfanos Tsitsipás     | 6-2, 7-6(8)      |         |
| 2.                   | 16 september 2018 | Istanboel    | Hardcourt     | Quentin Halys          | 6-3, 6-4         |         |
| 3.                   | 10 februari 2019  | Chennai      | Hardcourt     | Andrew Harris          | 6-3, 6-3         |         |
| 4.                   | 16 juni 2019      | Lyon         | Gravel        | Elias Ymer             | 6-4, 6-4         |         |
| 5.                   | 12 juni 2022      | Lyon         | Gravel        | Pedro Cachin           | 6-4, 6-4         |         |
| 6.                   | 18 september 2022 | Szczecin     | Gravel        | Dennis Novak           | 6-2, 6(5)-7, 6-4 |         |
| 7.                   | 12 november 2023  | Helsinki     | Hardcourt (i) | Sumit Nagal            | 6-3, 3-6, 6-2    |         |
| Verloren challengers |                   |              |               |                        |                  |         |
| 1.                   | 15 juli 2018      | Båstad       | Gravel        | Pedro Martínez         | 6(5)-7, 4-6      |         |
| 2.                   | 19 mei 2019       | Samarkand    | Gravel        | João Menezes           | 6(2)-7, 6(7)-7   |         |

## Resultaten grote toernooien
| Legenda | Legenda                          |
| ------- | -------------------------------- |
| g.t.    | geen toernooi gehouden           |
| l.c.    | lagere categorie                 |
| –       | niet deelgenomen                 |
| G       | uitgeschakeld in de groepsfase   |
| 1R      | uitgeschakeld in de eerste ronde |
| 2R      | uitgeschakeld in de tweede ronde |
| 3R      | uitgeschakeld in de derde ronde  |
| 4R      | uitgeschakeld in de vierde ronde |
| KF      | uitgeschakeld in de kwartfinale  |
| HF      | uitgeschakeld in de halve finale |
| F       | de finale verloren               |
| W       | het toernooi gewonnen            |
| w-v     | winst/verlies-balans             |

### Enkelspel
| toernooi             | 2018          | 2019          | 2020          | 2021 | 2022 | 2023 | 2024 | 2025 |
| -------------------- | ------------- | ------------- | ------------- | ---- | ---- | ---- | ---- | ---- |
| grandslamtoernooien  |               |               |               |      |      |      |      |      |
| Australian Open      | 1R            | G             | 1R            | 2R   | 2R   | 2R   | –    | 3R   |
| Roland Garros        | 2R            | 3R            | 1R            | 1R   | 2R   | 2R   | 4R   | 2R   |
| Wimbledon            | –             | 2R            | g.t.          | 1R   | –    | 2R   | –    |      |
| US Open              | 1R            | 1R            | 3R            | 2R   | 4R   | 1R   | 1R   |      |
| ATP Masters 1000     |               |               |               |      |      |      |      |      |
| Indian Wells         | –             | –             | g.t.          | –    | –    | –    | –    | 2R   |
| Miami                | –             | –             | g.t.          | –    | –    | –    | –    | 2R   |
| Monte Carlo          | –             | –             | g.t.          | G    | –    | –    | 1R   | 1R   |
| Madrid               | –             | –             | g.t.          | –    | –    | 1R   | 1R   | 1R   |
| Rome                 | –             | –             | G             | G    | –    | 1R   | 2R   | 4R   |
| Montreal/Toronto     | –             | –             | g.t.          | –    | –    | G    | –    |      |
| Cincinnati           | –             | –             | –             | 1R   | –    | 1R   | 1R   |      |
| Shanghai             | –             | –             | g.t.          | –    | –    | 1R   | 1R   |      |
| Parijs               | G             | 2R            | 2R            | –    | 3R   | –    | 1R   |      |
| olympisch            |               |               |               |      |      |      |      |      |
| Olympische Spelen    | geen tournooi | geen tournooi | geen tournooi | –    | g.t. | g.t. | 3R   | g.t. |
| statistieken         |               |               |               |      |      |      |      |      |
| totaal aantal titels | 0             | 0             | 0             | 0    | 0    | 0    | 0    |      |
| eindejaarsranking    | 144           | 83            | 77            | 91   | 51   | 133  | 70   |      |

### Dubbelspel
| grandslamtoernooien  |      |        |        |
| Australian Open      | –    | –      | –      |
| Roland Garros        | 2R   | –      | –      |
| Wimbledon            | –    | –      | 1R     |
| US Open}             | –    | –      | –      |
| ATP Masters 1000     |      |        |        |
| Parijs               | –    | 1R     | –      |
| olympisch            |      |        |        |
| Olympische Spelen    | g.t. | g.t.   | g.t.   |
| statistieken         |      |        |        |
| totaal aantal titels | 0    | 0      | 0      |
| eindejaarsranking    | 495  | n.v.t. | n.v.t. |